# Ordinary Human
„Ordinary Human” − piosenka amerykańskiego zespołu pop-rockowego OneRepublic. Autorem utworu jest wokalista zespołu Ryan Tedder. Piosenka powstała na potrzeby filmu „Dawca pamięci”.

## Informacje o utworze
„Ordinary Human” to utwór promujący film „Dawca pamięci”, który swoją premierę miał 15 sierpnia 2014 roku (w Polsce 22 sierpnia). Główne role w filmie zagrali: Meryl Streep, Jeff Bridges, Katie Holmes, Taylor Swift i Brenton Thwaites. Film jest ekranizacją powieści autorstwa Lois Lowry z 1993 roku zatytułowanej „Dawca”.  
Utwór „Ordinary Human” został napisany przez Ryana Teddera na potrzeby filmu. Tedder powiedział:

Dawca to nasza ulubiona powieść i wszyscy [członkowie zespołu przyp. red.] byliśmy zadowoleni, że zostanie przeniesiona na duży ekran. To ogromny zaszczyt mieć swój wkład w muzykę do filmu, który jest nie tylko niesamowitą opowieścią, ale również ma wspaniałych aktorów, których bardzo podziwiamy, takich jak Meryl Streep i Jeff Bridges.

## Promocja utworu
22 lipca 2014 roku utwór „Ordinary Human” został udostępniony do pobrania na iTunes. Utwór znalazł się na albumie The Giver: Music Collection, który swoją premierę miał 5 sierpnia 2014 roku. Oprócz utworu „Ordianary Human” na albumie znalazła się także inna piosenka z repertuaru zespołu - „I Lived” (szósty singel z ich trzeciego albumu studyjnego, Native).
Po raz pierwszy zespół zaprezentował utwór 25 lipca 2014 roku podczas TODAY Toyota Series Concert emitowanego przez stację NBC. Podczas koncertu zespół wykonał także utwór „I Lived” i dwa wcześniej wydane single: „Counting Stars” oraz „Love Runs Out”. 11 sierpnia podczas światowej premiery filmu „Dawca pamięci", zespół ponownie wykonał utwór „Ordinary Human”. Ponadto zespół wykonywał utwór podczas trasy koncertowej Native Summer Tour (2013), promującej ich album Native.